# (10290) Kettering
(10290) Kettering (1985 SR) – planetoida z pasa głównego asteroid okrążająca Słońce w ciągu 3,7 lat w średniej odległości 2,39 j.a. Odkryta 17 września 1985 roku.